# Habronattus nesiotus
Habronattus nesiotus är en spindelart som beskrevs av Griswold 1987. Habronattus nesiotus ingår i släktet Habronattus och familjen hoppspindlar. Inga underarter finns listade i Catalogue of Life.